# 6497 Yamasaki
6497 Yamasaki este un asteroid din centura principală de asteroizi.

## Descriere
6497 Yamasaki este un asteroid din centura principală de asteroizi. A fost descoperit pe 27 octombrie 1992 la Geisei de Tsutomu Seki. El prezintă o orbită caracterizată de o semiaxă mare de 2,31 ua, o excentricitate de 0,22 și o înclinație de 4,7° în raport cu ecliptica.